# Avicularia versicolor
Caribena versicolor är en spindelart som först beskrevs av Charles Athanase Walckenaer 1837.  Caribena versicolor ingår i släktet Caribena och familjen fågelspindlar. Inga underarter finns listade.
Versicolor har flyttats ur släktet avicularia på grund av att den har tunnare och längre brännhår. Numera heter arten caribena versicolor och tillhör alltså släktet caribena.

## Bildgalleri

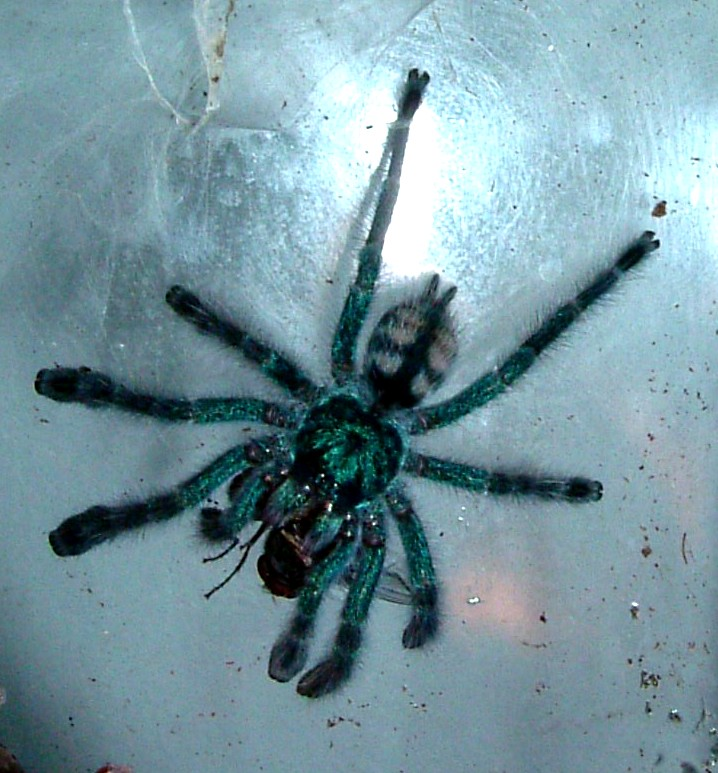
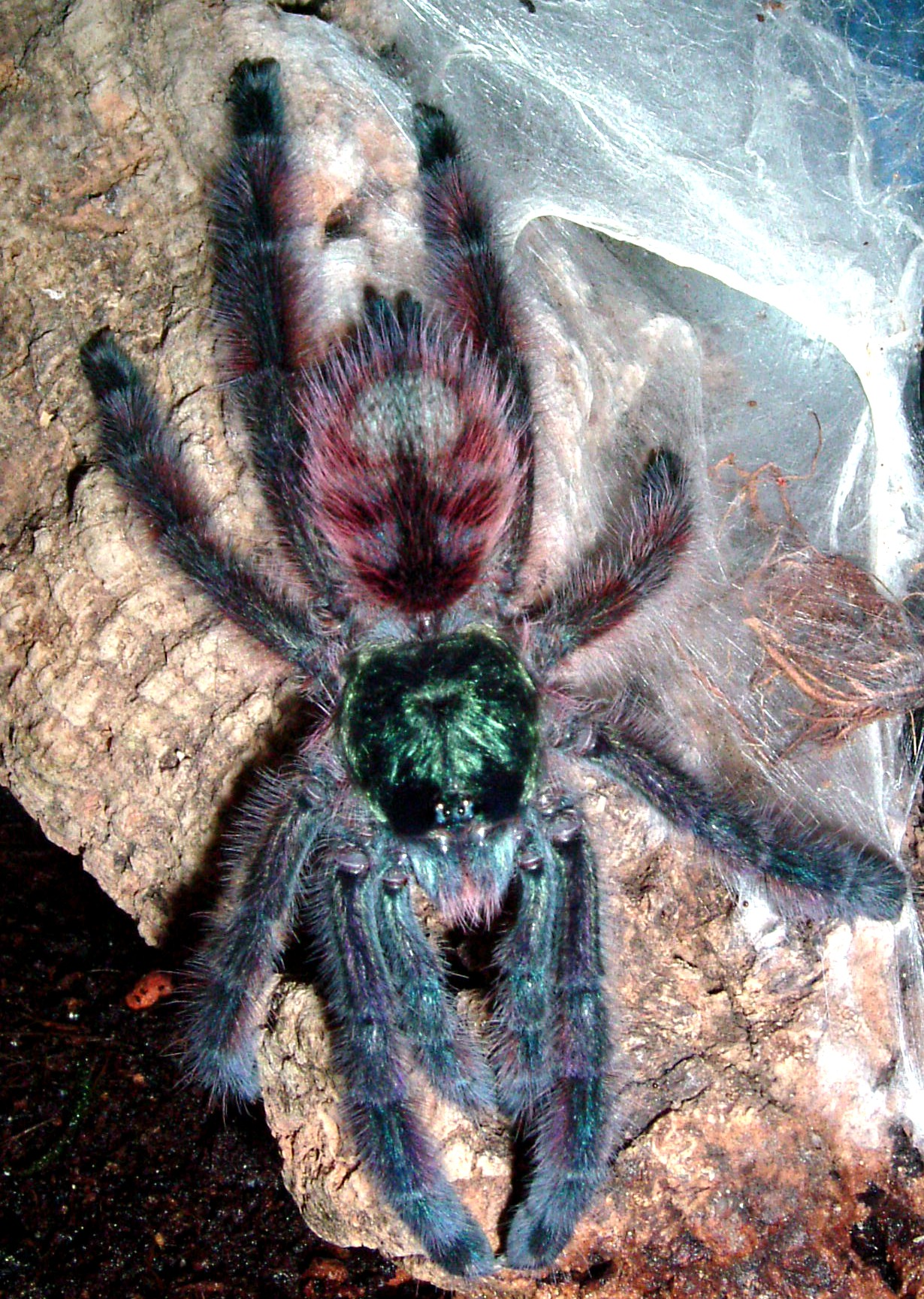
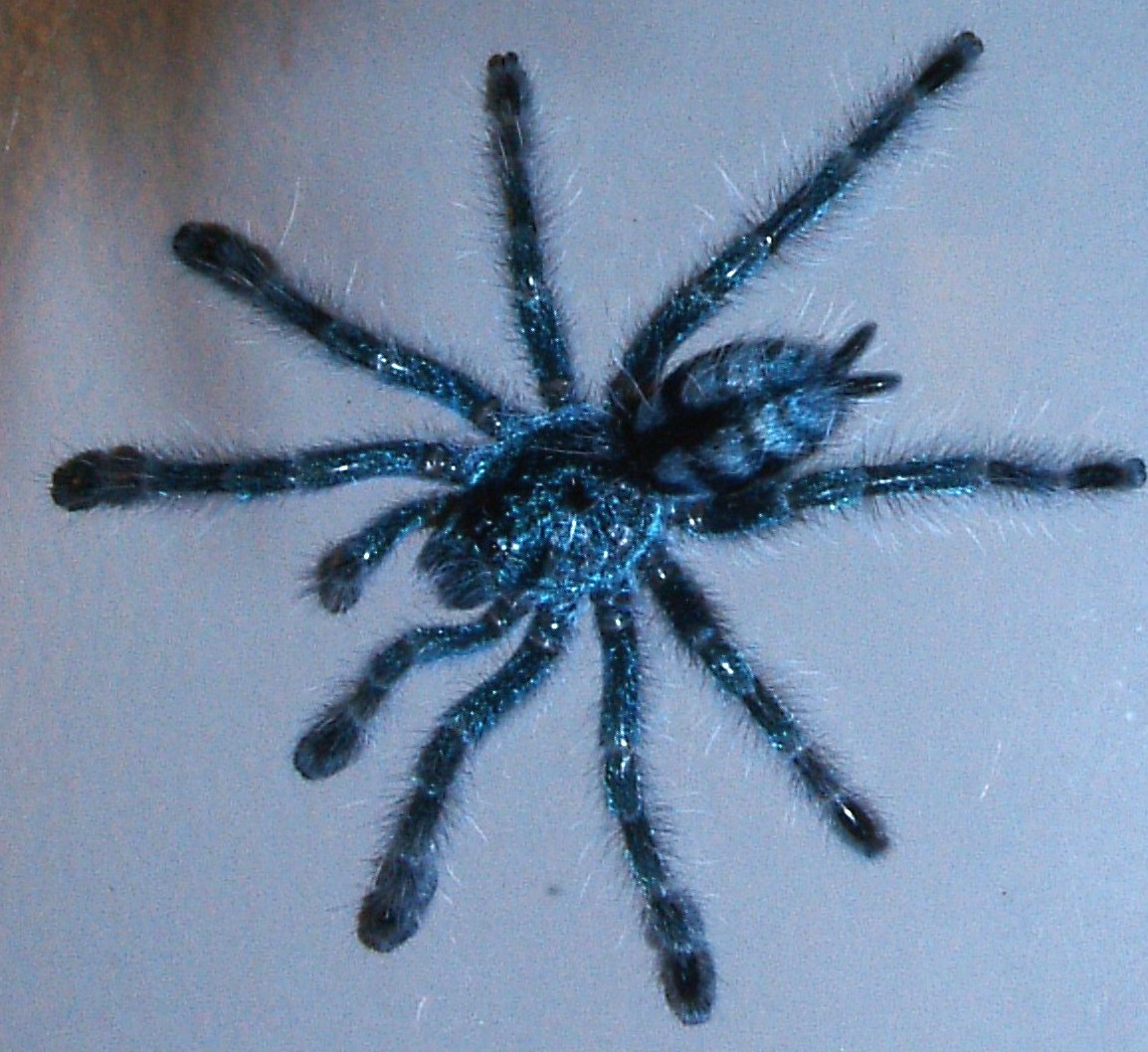
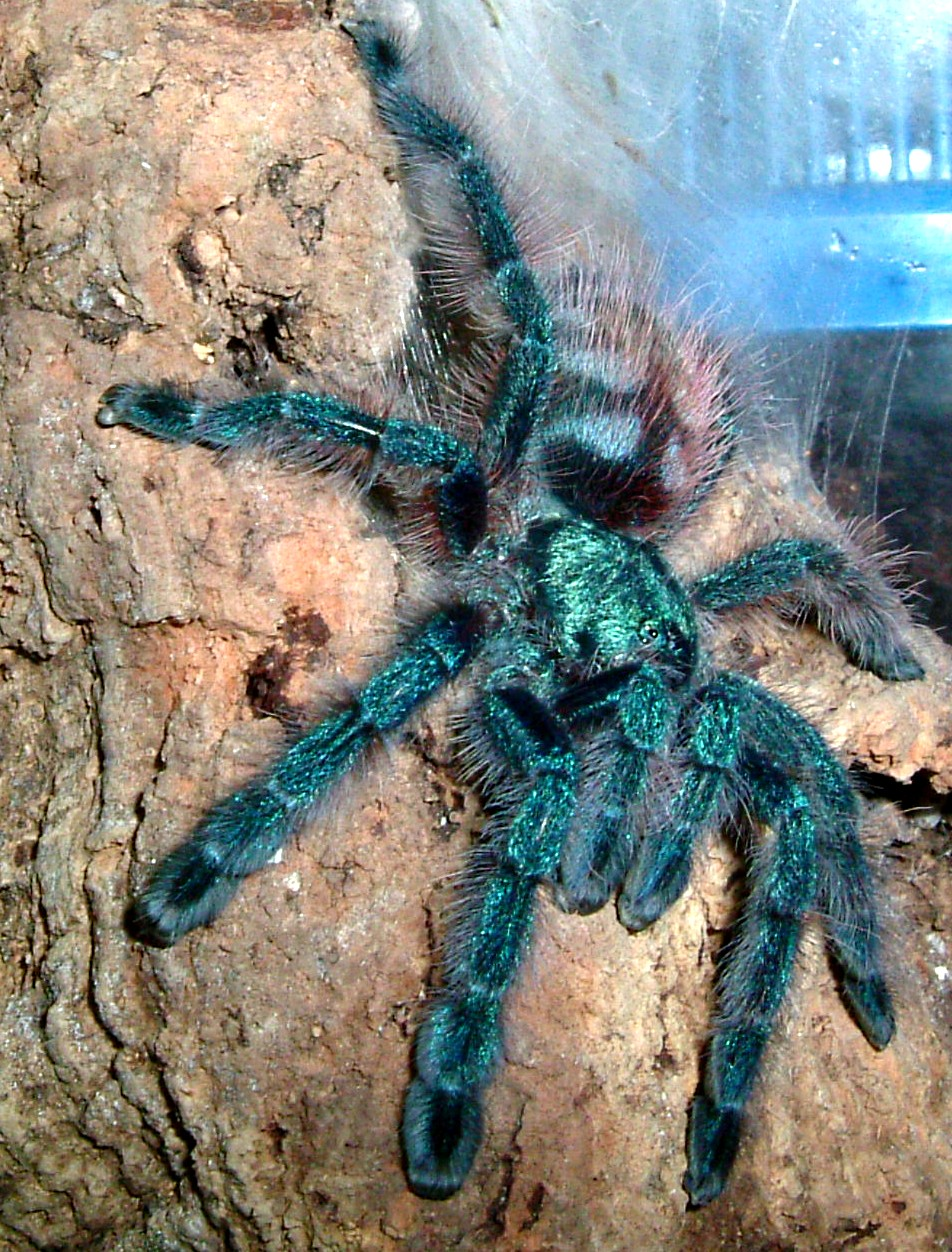
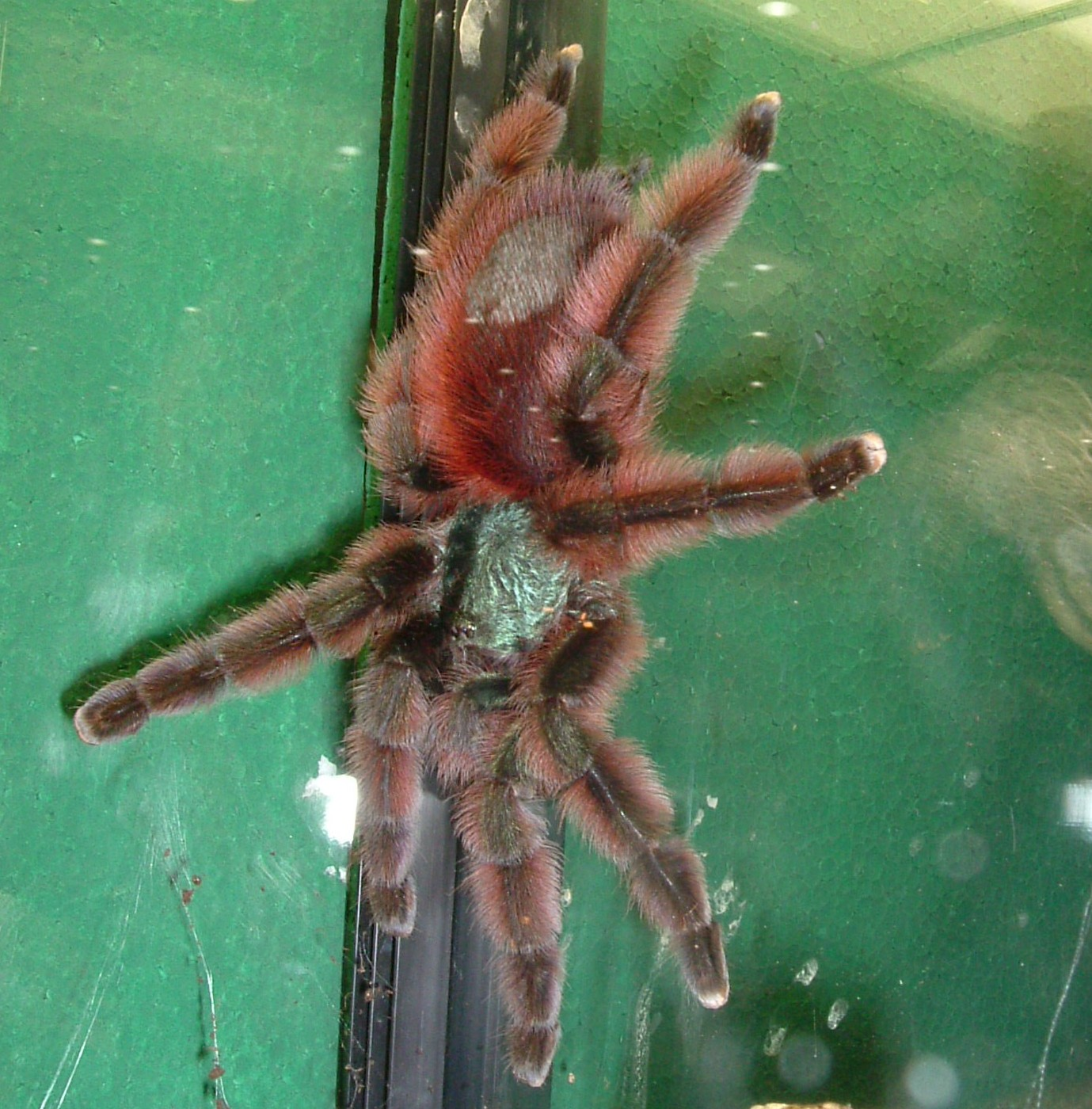